# Pietro Priuli
Pietro Priuli (Veneza, 14 de março de 1669 - Veneza, 22 de janeiro de 1728) foi um cardeal do século XVIII

## Biografia
Nasceu em Veneza em 14 de março de 1669. De uma família senatorial, que deu a Veneza três doges e à Igreja cinco cardeais. Sexto dos sete filhos de Luigi Priuli e Vittoria Ottoboni. Os outros irmãos eram Chiara, Marcantonio, Giovanni, Lodovico, Lorenzo e Elisabetta. Sobrinho-neto do papa Alexandre VIII, por parte de mãe (1) . Seu sobrenome também está listado como Prioli; e como Priolo. Outros cardeais da família foram Lorenzo Priuli (1596); Matteo Priuli (1616); Luigi Priuli (1712); Antonio Marino Priuli (1758).
Obteve o doutorado em direito.
Entrou na prelazia romana no pontificado do Papa Inocêncio XII. Referendário dos Tribunais da Assinatura Apostólica de Justiça e da Graça, julho de 1694. Presidente da Câmara Apostólica, 23 de dezembro de 1701. Clérigo da Câmara Apostólica, 23 de setembro de 1705. O Papa Clemente XI o elevou ao cardinalato em agradecimento a Papa Alexandre VIII, que o havia promovido a cardinalato.
Criado cardeal diácono no consistório de 17 de maio de 1706; recebeu o gorro vermelho e a diaconia de S. Adriano, em 25 de junho de 1706. Concedeu dispensa para receber as sagradas ordens fora das Têmporas e sem intervalos entre elas, em 17 de dezembro de 1706.
Eleito bispo de Bergamo, contra sua vontade, em 14 de maio de 1708. Ordenado sacerdote em 29 de maio de 1708, Roma, igreja do Gesù, por Marcellino Corradini, arcebispo titular de Atena. Bispo consagrado, 1º de julho de 1708, capela Paolina , basílica patriarcal da Libéria, Roma, pelo Papa Clemente XI, auxiliado pelo Cardeal Bandino Panciatici e pelo Cardeal Ferdinando d'Adda. Realizou visita apostólica à diocese entre 1710 até 1712. Optou pelo título de S. Marco, a 6 de maio de 1720. Participou do conclave de 1721 , que elegeu o Papa Inocêncio XIII. Participou do conclave de 1724 , que elegeu o Papa Bento XIII. Ele celebrou um sínodo diocesano em 1725.
Morreu em Veneza em 22 de janeiro de 1728, às 21h, Veneza. O funeral realizou-se na igreja de S. Paolo, Veneza. Seu corpo foi trasladado para Bérgamo e sepultado na catedral de S. Alessandro daquela cidade.